# 祖国統一三大憲章記念塔
祖国統一三大憲章記念塔（そこくとういつさんだいけんしょうきねんとう、朝: 조국통일3대헌장기념탑）とは、朝鮮民主主義人民共和国平壌市に存在したアーチである。2024年1月19日から23日の間に破壊された可能性が指摘されている。

## 概要
2001年に朝鮮統一問題の進展の為に金正日によって建設された。
このコンクリート製のアーチは平壌から軍事境界線に至る平壌-開城高速道路の始点に建設されており、アーチは伝統的な民族衣裳を身に纏った二人の朝鮮人女性が南北それぞれを象徴して繋がっており、その中央部に統一朝鮮の地図が描かれた祖国統一三大憲章のマークを掲げている。
アーチの台座には様々な人や機関、国家による統一及び平和への支援のメッセージが寄せられている。
北朝鮮の金正恩朝鮮労働党総書記が2024年1月15日に同国の最高人民会議で演説を行い、大韓民国を「第一の敵対国で不変の主敵」と表現。韓国を統一の相手ではなく敵対的な国家とみなす方針に転換し、同時にこのアーチも「目障り」と切り捨て撤去する方針を示した。衛星画像を解析した結果、1月19日の時点では記念塔が確認されたが、1月23日の時点では破壊されていた可能性があると報じられた。翌24日には韓国統一部が記念塔の撤去を把握していると報じられた。